# Moinetre
Le Moinetre (auch Muneïtra, arabisch قلعة المنيطرة, DMG Qalʿat al-Munaiṭira ‚der kleine Aussichtsturm‘) war eine Kreuzfahrerburg im heutigen Libanon.

## Lage
Die Burg lag auf einer Anhöhe nahe dem heutigen Ort Munaitra, etwa 22 km östlich der Burg Gibelet.

## Geschichte
Die kleine Burg wurde den Kreuzfahrern 1109 von Tugtakin, dem Atabeg von Damaskus, überlassen, ebenso wie die Burg Gibelacar. Sie bildete fortan das Zentrum der Herrschaft Moinetre in der Grafschaft Tripolis.
Um 1165/1166 wurde die Burg in einem Überraschungsangriff von Nur ad-Din eingenommen und die Garnison massakriert. Um 1176 eroberte Graf Raimund III. von Tripolis die Burg und Region wieder zurück.
Heute sind fast keine Überreste der Burg mehr erhalten.